# Gasthof Hirschen (Eglisau)
Der Gasthof Hirschen ist eine historische Gaststätte in Eglisau im Kanton Zürich in der Schweiz. Das 1523 erstmals erwähnte denkmalgeschützte Gebäude ist der „grösste profane Altbau des Städtchens“ und ein Kulturgut von nationaler Bedeutung.

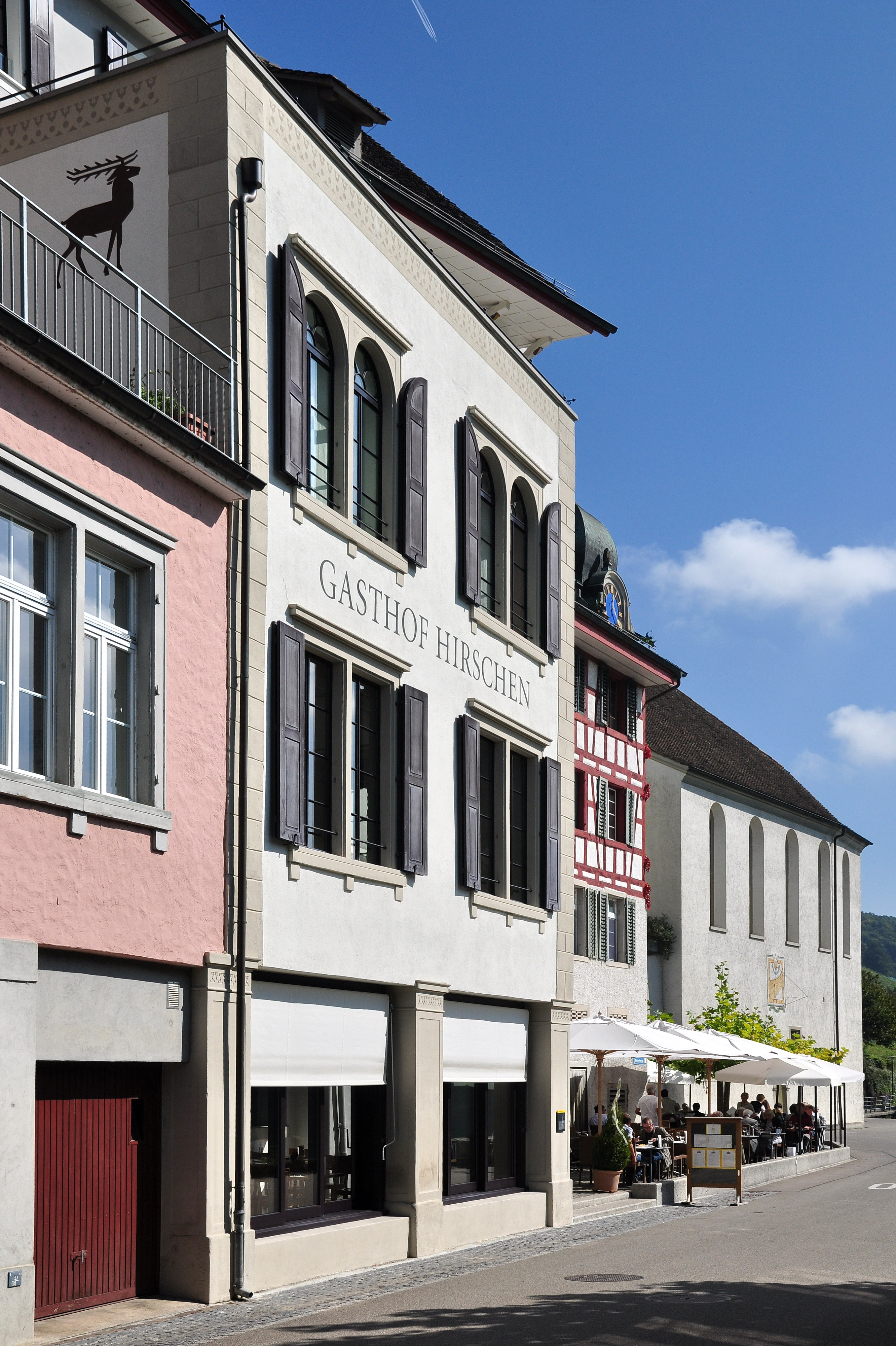
Der im 19. Jahrhundert angebaute Biedermeiertrakt

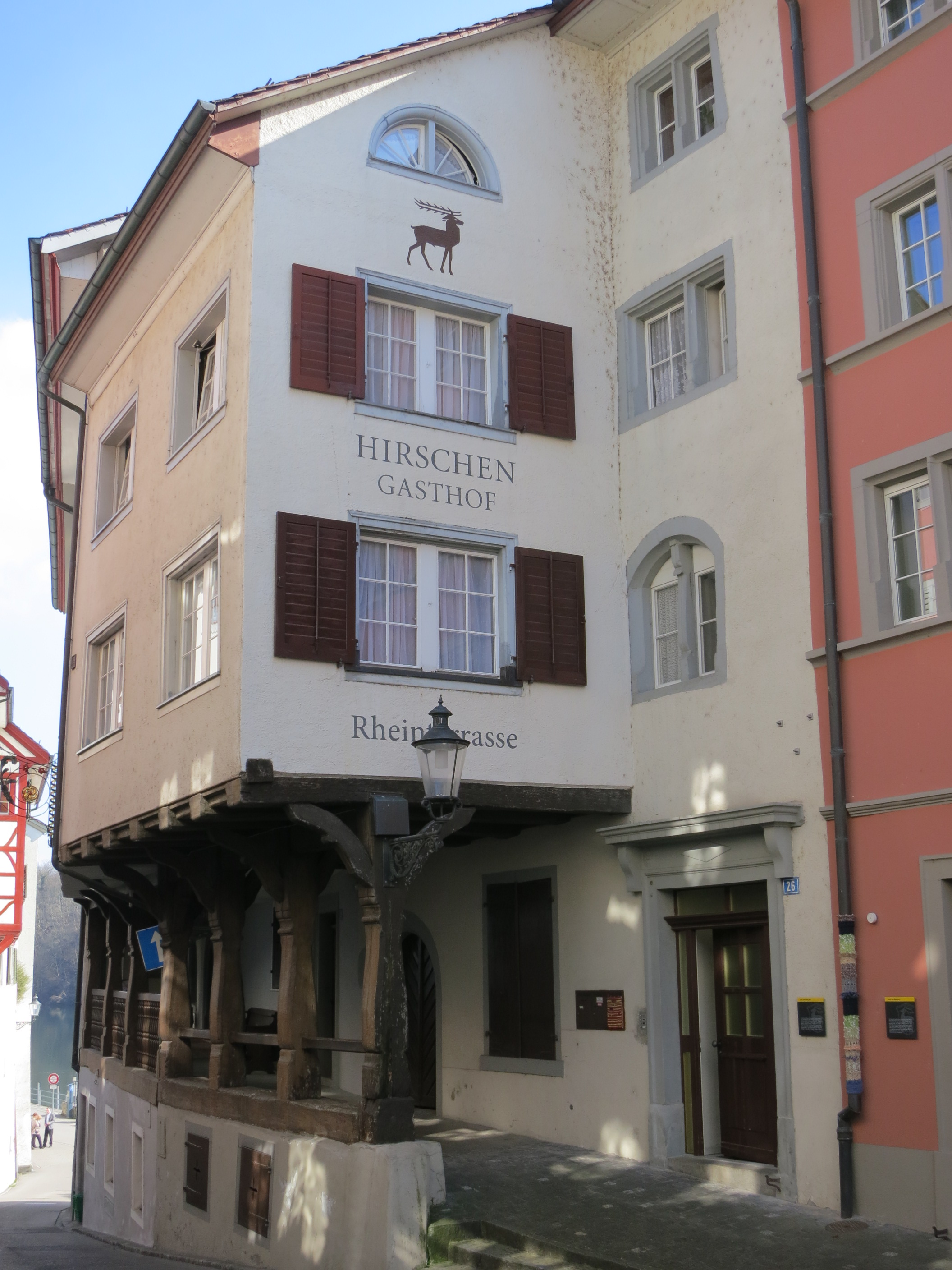
Blick auf den Hirschen von der Untergass

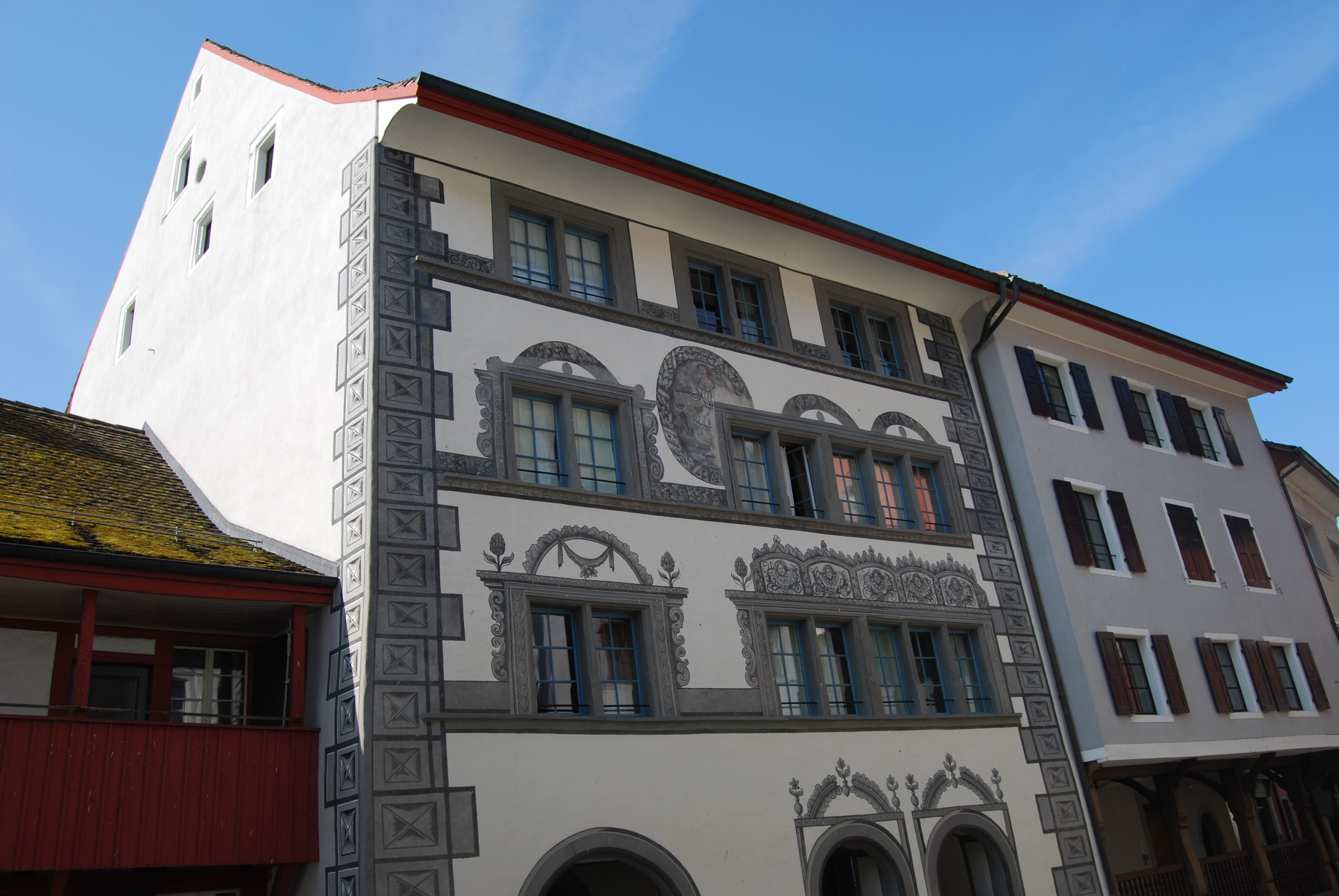
Die Fassadenmalerei aus dem 17. Jahrhundert

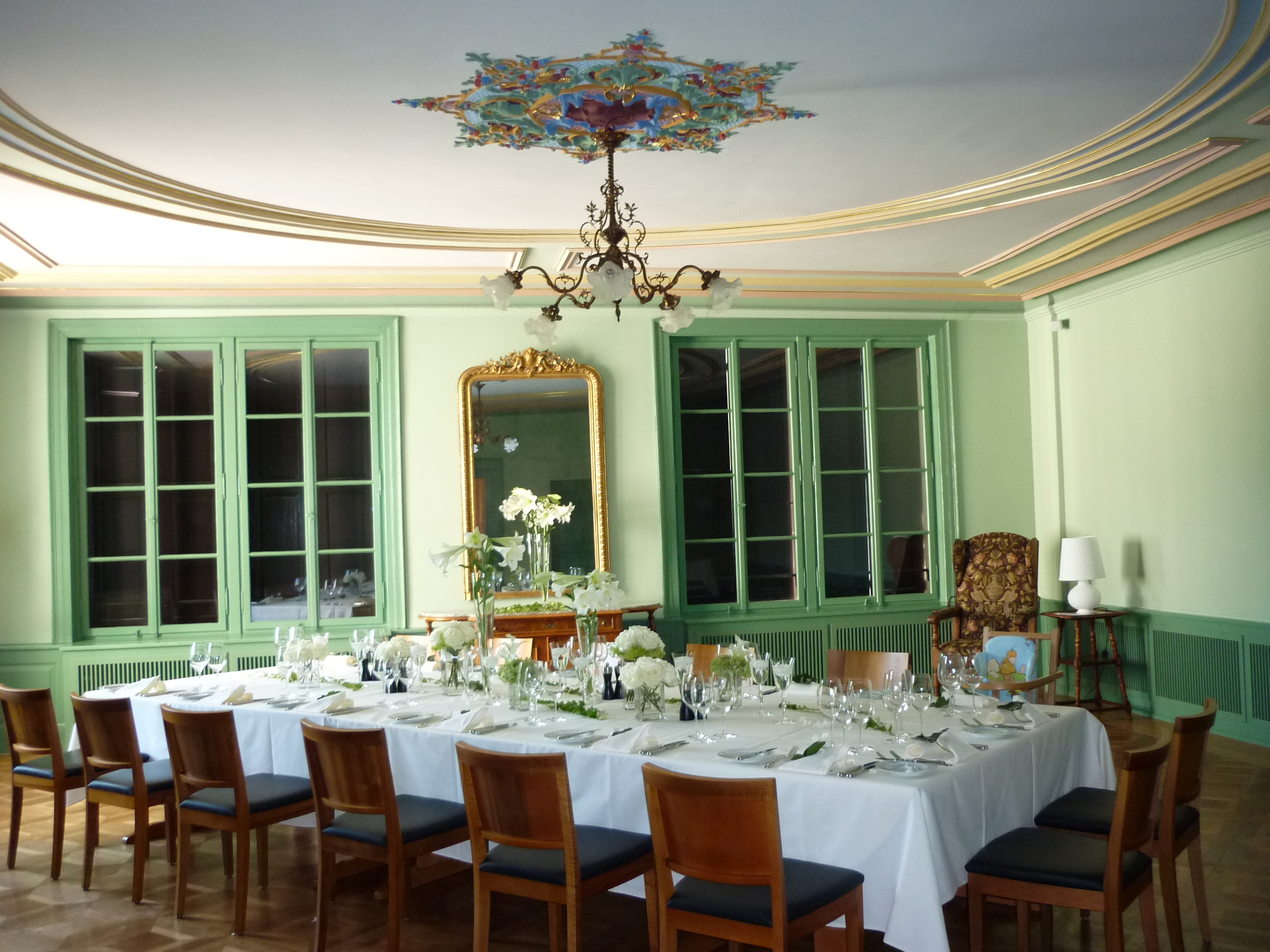
Der Belle Epoque Saal aus dem 19. Jahrhundert

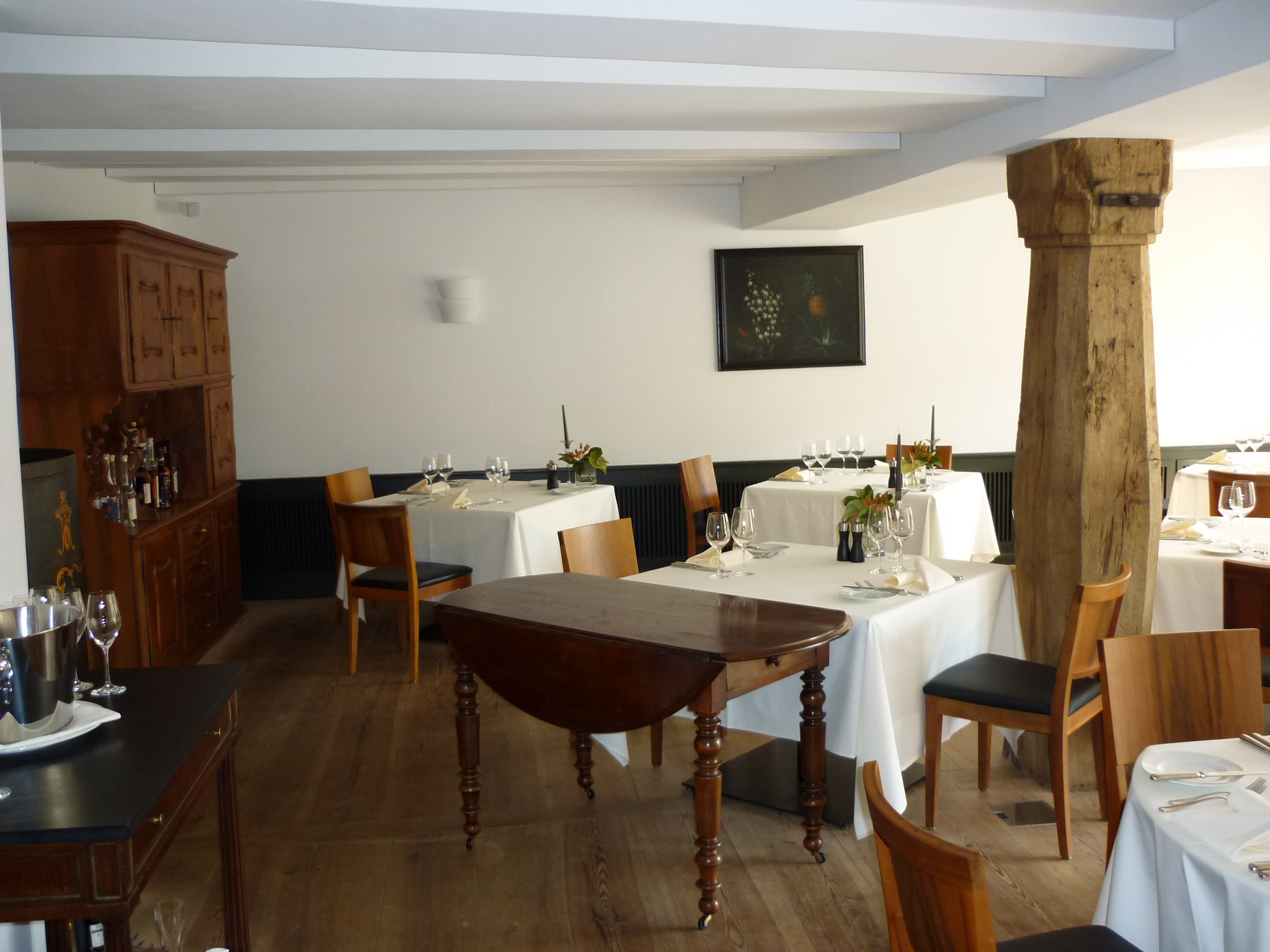
Das Restaurant

## Geschichte
Obschon das genaue Alter des Gasthofs nicht dokumentiert ist, wird in der Forschung davon ausgegangen, dass das Tavernenrecht dem Hirschen bereits bei der Stadtgründung verliehen wurde. Der Gasthof existiert somit möglicherweise seit dem 13. Jahrhundert. Eine schriftliche Erwähnung kann zurzeit jedoch erst ab dem Jahr 1523 nachgewiesen werden. Der heutige Gasthof Hirschen wurde im Verlauf seiner Geschichte zeitweise auch Taverne Zum Goldenen Hirschen oder Gasthaus Zum Hirschen genannt. Er besteht heute aus einem sechsstöckigen spätgotischen Kernbau, an den sich im Westen zwei Häuser ungefähr gleichen Alters und gleicher Höhe sowie im Osten ein etwas niedrigerer Fachwerkbau anschliessen.
Am Kernbau des Gasthofs wurden in den Jahren 1573 und 1662 grössere Umbauten vorgenommen. Darauf weisen u. a. entsprechende Jahreszahlen hin, die im oberen Giebelfenstersturz eingemeisselt worden sind. Aus dem 16. Jahrhundert dürften insbesondere die Fenstersäulen stammen. Beim Umbau im 17. Jahrhundert wurden verschiedene barocke Türen, Täfer, Treppengeländer etc. eingebaut, von denen jedoch nur wenige erhalten geblieben sind. Ausserdem dürfte damals die im Jahr 1974 anlässlich einer Aussenrenovation entdeckte seltene Fassadenmalerei entstanden sein, die als „eine der wichtigsten kunsthistorischen Entdeckungen der letzten Jahre im Zürichbiet“ bewertet wurde. Im 19. Jahrhundert wurde schliesslich noch ein Biedermeiertrakt angebaut, der u. a. einen Tanzsaal enthielt.
Ursprünglich lag der Hirschen direkt neben der 1919 wegen der Stauung des Rheins abgebrochenen alten Rheinbrücke und somit an einer wichtigen Verkehrsachse. Als Blütezeit des Gasthofs können das 17. und 18. Jahrhundert bezeichnet werden, als er als „erstes Haus am Platz“ von zahlreichen bekannten und „vornehmen“ Persönlichkeiten besucht wurde. So beispielsweise auch von Johann Wolfgang von Goethe, der das Haus am 26. Oktober 1797 besuchte und in seinem Tagebuch vermerkte: „Um 12 Uhr in Eglisau. Gasthof zum Hirsch. Aussicht auf den Rhein, ab um halb zwei.“

## Heutige Nutzung
Im Jahr 2000 erwarb der Zürcher Textilunternehmer und Sammler Werner Dubno den Gasthof und restaurierte ihn während vier Jahren umfassend, wobei ihn die Zürcher Denkmalpflege finanziell unterstützte. Im Jahr 2007 wurden der Gastronomie- und der Hotelbetrieb wieder aufgenommen. Rund ein Jahr nach der Neueröffnung zeichnete ICOMOS Suisse den Gasthof als „Historisches Hotel des Jahres 2009“ aus. Das gastronomische Angebot verteilt sich auf das Bistro im Erdgeschoss und das Restaurant im ersten Obergeschoss. Für Bankette und Tagungen verfügt das Haus weiterhin über den historischen Tanzsaal aus dem 19. Jahrhundert, der neu Belle Epoque Saal genannt wird, und das sogenannte Goethe-Zimmer. Übernachtungen sind in insgesamt sieben historischen Zimmern und Suiten möglich.